# Estropipato
El estropipato,es  vendido bajo la marca Ogen, entre otras, y es un medicamento utilizado para tratar los síntomas de la menopausia y la insuficiencia ovárica. Anteriormente también se utilizaba para prevenir la osteoporosis posmenopáusica. Este medicamento se toma por vía oral.
Los efectos secundarios incluyen dolor de cabeza, dolor en los senos, sangrado vaginal irregular, calambres abdominales y náuseas; otros efectos secundarios pueden incluir presión arterial alta, problemas hepáticos, hinchazón, caída del cabello e infecciones vaginales por hongos. En muy  raras ocasiones pueden producirse coágulos de sangre o enfermedades de la vesícula biliar. Es un estrógeno, concretamente una sal de sulfato de estrona y piperazina, que se transforma en estrona y estradiol en el organismo humano.
El medicamento se fabricó comercialmente por primera vez en los Estados Unidos en 1950. En Estados Unidos, 100 comprimidos de 0,75 mg cuestan unos 50 dólares. Producción sin embargo, se ha descontinuado en los Estados Unidos a partir de 2021.